# Вільям Сьюелл (молодший)
Вільям Сьюелл молодший (англ. William H. Sewell Jr.; нар. 1940, Стіллвотер (Оклахома)) — американський історик та історичний соціолог, почесний професор історії та політичних наук Чиказького університету.

## Життя і кар'єра
Народився в сім'ї Вільяма Сьюелла, соціолога, який був ректором Університету Вісконсін-Медісон в 1967—1968 роках.
Здобув ступінь бакалавра історії в Університеті Вісконсін-Медісон у 1962 році та ступінь доктора філософії з історії в Каліфорнійському університеті в Берклі в 1971 році. Його дисертація називалася «Структура робітничого класу Марселя в середині дев'ятнадцятого століття», а його науковим керівником був історик Ганс Розенберг.
Перша посада викладача була на історичному факультеті Чиказького університету з 1969 по 1975 рік. З 1975 по 1980 рік він був членом Школи соціальних наук в Інституті передових досліджень у Прінстоні, штат Нью-Джерсі. Він викладав на історичному факультеті Університету Арізони з 1980 по 1985 рік і на факультетах історії та соціології Мічиганського університету з 1985 по 1990 рік, після чого повернувся до Чиказького університету.
Сьюелл зробив внесок у галузі робітничої історії Франції, соціальної, культурної та політичної історії, історії капіталізму, соціальної та культурної теорії. Він був одним із головних прихильників «культурного повороту» в історичній соціології в 1990-х роках, але вже в 2000 році заявив, що надмірна концентрація уваги на культурі та агентності призводить до забуття основних об'єктивних умов капіталізму, якраз тоді, коли він розширив сферу свого впливу і влади у світі, і закликав повернутися до досліджень об'єктивних структур.

## Праці
- Work and Revolution in France: The Language of Labor from the Old Regime to 1848 (Cambridge University Press, 1980).
- Structure and Mobility: The Men and Women of Marseille, 1820—1870 (Cambridge University Press 1985).
- A Rhetoric of Bourgeois Revolution: The Abbé Sieyes and «What Is the Third Estate?» (Duke University Press, 1994).
- Silence and Voice in Contentious Politics (joint author) (Cambridge University Press, 2001).
- Logics of History: Social Theory and Social Transformation (University of Chicago Press, 2005).
- Capitalism and the Emergence of Civic Equality in Eighteenth Century France (University of Chicago Press, 2021).